# Злотники (Познанський повіт)
Злотники (пол. Złotniki, нім. Schlottnick) — село в Польщі, у гміні Сухий Ляс Познанського повіту Великопольського воєводства.
Населення — 3231 особа (2011).
У 1975-1998 роках село належало до Познанського воєводства.

## Демографія
Демографічна структура станом на 31 березня 2011 року:
|          | Загалом | Допрацездатний вік | Працездатний вік | Постпрацездатний вік |
| -------- | ------- | ------------------ | ---------------- | -------------------- |
| Чоловіки | 1583    | 399                | 1065             | 119                  |
| Жінки    | 1648    | 384                | 988              | 276                  |
| Разом    | 3231    | 783                | 2053             | 395                  |